# Бальби, Франческо Мария
Франческо Мария Бальби (итал. Francesco Maria Balbi; Генуя, 1671 — Генуя, 1747) — дож Генуэзской республики.

## Биография
Родился в Генуе в 1671 году. В возрасте 25 лет он был назначен губернатором Савоны (1696), далее служил покровителем Банка Сан-Джорджо (1705), членом магистрата продаж (1706) и главой муниципалитета в 1707 году.
К 1713 году, после войны за испанское наследство, он стал одним из членов магистрата войны и в следующем году — членом Верховного синдикатория; в 1718 году он получил назначение в магистрат правосудия.
Весной 1720 года был направлен генуэзским правительством в качестве чрезвычайного посла к испанскому двору короля Филиппа V. Прием в Генуе кардинала Джулио Альберони, изгнанного из Испании, стал причиной нового кризиса в отношениях Генуи и Испании. Генуэзцы отказались передать испанцам кардинала, за что получили официальное предупреждение со стороны Святого Престола и папы Климента XI. Только в мае 1723 года удалось достичь компромисса, и Бальби смог вернуться в Геную.
Губернатор Республики в 1727 году, он служил в течение нескольких лет в магистрате по морским делам (1728—1730; 1732; 1735—1736).
Был избран дожем 20 января 1730 года, 150-м в республиканской истории, став одновременно королем Корсики.

### Правление и последние годы
В период своего правления дож, как и его предшественники, был сосредоточен в основном на подавлении бунтов на Корсике. Не имея возможности послать на остров новые войска, он искал военной помощи у императора Карла VI и создал новое ополчение.
Его мандат завершился 20 января 1732 года, после чего продолжал служить Республике на различных должностях, в том числе в магистрате по морским делам, в магистрате государственных инквизиторов (1737).
Он умер в Генуе 16 января 1747 года, был похоронен в церкви святого Иеронима.

### Личная жизнь
От брака с Клеричи Дураццо имел восемь детей, двое из которых вступили в орден иезуитов, а еще двое стали рыцарями Мальтийского ордена.
Его брат Костантини Бальби служил дожем Генуи в 1738—1740 годах.